# Namibia en los Juegos Paralímpicos de Río de Janeiro 2016
Namibia estuvo representada en los Juegos Paralímpicos de Río de Janeiro 2016 por nueve deportistas, siete hombres y dos mujeres.

## Medallistas
El equipo paralímpico namibio obtuvo las siguientes medallas:
| Nombre           | Deporte   | Evento              |
| ---------------- | --------- | ------------------- |
| Oro              |           |                     |
| Ananias Shikongo | Atletismo | 200 m T11 masculino |
| Plata            |           |                     |
| Johannes Nambala | Atletismo | 100 m T13 masculino |
| Johannes Nambala | Atletismo | 400 m T13 masculino |
| Bronce           |           |                     |
| Ananias Shikongo | Atletismo | 100 m T11 masculino |
| Ananias Shikongo | Atletismo | 400 m T11 masculino |